# Bilstein (Lennestadt)
Der Ort Bilstein liegt im südlichen Sauerland und ist Teil der Stadt Lennestadt im Kreis Olpe in Nordrhein-Westfalen. Bekannt ist er vor allem durch seine von 1202 bis 1225 errichtete Burg Bilstein der Edelherren von Bilstein. In der Burg befindet sich seit 1927 eine Jugendherberge. Durch den Ort fließt die Veischede, eine Erhebung am Ort nennt sich Rosenberg. Direkt nördlich der Bebauung liegt das Naturschutzgebiet Bilstein/Rosenberg.

## Geschichte
Die Entstehung der Ansiedlung datieren Experten um das Jahr 1190. In diesem Jahr wurde ein Hof erwähnt, die so genannte Freiheit Bilstein. Den Zusatz „Freiheit“ trug der Ort wegen der im Mittelalter eingeräumten Privilegien. Um 1445, als dort in einem stadtartigen Gemeinwesen ein Bürgermeister und ein Rat regierte, gab es bereits eine Art Befestigung mit zwei Toren: zunächst aus Holz, im 16. Jahrhundert dann mit Mauern.
Der Ortsname für die Burg und die zugehörige Siedlung enthält das Grundwort „-stein“. Als Bestimmungswort scheint das germanische „bili-“ für „vorspringend, verkragend, spitz“ möglich. Hieraus ergibt sich für Bilstein der Deutungsvorschlag „spitz zulaufender Geländeabschnitt oder -vorsprung“, wie man ihn im Burgberg erblicken kann.
Nach der Herrschaft der Edelherren von Bilstein (von ca. 1220 bis 1365), der Zugehörigkeit zur Grafschaft Mark (1365 bis 1445) fiel Bilstein 1445 an das Herzogtum Westfalen, das bis 1802 zum Kurfürstentum Köln gehörte. Bilstein stand somit gut dreieinhalb Jahrhunderte unter kurkölnischer Herrschaft.
Das älteste bekannte Wortgeldregister aus der Zeit um 1552 nennt für Bilstein 23 Hausstätten, von denen Wortgeld entrichtet werden musste. Rechnet man pro Haus 5 bis 6 Personen, so kommt man bei 23 Häusern auf  115 bis 138 Menschen, die damals in Bilstein lebten. Die Bewohner der Burg (u. a. kurfürstlicher Richter, Rentmeister), deren Zahl mit ca. 20 veranschlagt wird, sind hierin nicht enthalten.
Mit der Säkularisation (Aufhebung kirchlicher Institutionen) im Jahre 1802 endete die kurkölnische Periode. In der folgenden politisch wechselvollen Zeit wurden  das Herzogtum Westfalen und somit auch Bilstein zunächst dem Großherzogtum Hessen-Darmstadt zugeschlagen und dann ab 1816 von Preußen übernommen. Bilstein gehörte fortan zum Regierungsbezirk Arnsberg und damit zur Provinz Westfalen, war von 1817 bis 1819 Sitz des Kreises Bilstein und bis zum 30. Juni 1969 Sitz des aufgelösten Amtes Bilstein.
Die erste Gebäude- und Volkszählung unter Preußen ergab im Jahr 1818 für Bilstein 36 Wohnhäuser und 377 Einwohner, einschließlich der Einwohner der Burg. Die gegenüber Mitte des 16. Jahrhunderts relativ starke Zunahme der Einwohnerzahl ergibt sich zu einem wesentlichen Teil aus dem Anwachsen der Zahl der Beilieger oder Beisitzer. Diese Bevölkerungsschicht hatte in der Regel keinen Grundbesitz und wohnte in den Häusern der Eingesessenen bzw. in zu Wohnungen umgebauten Speichern, Backhäusern oder anderen Nebengebäuden. Beilieger verdingten sich meist als Tagelöhner oder als Handwerker wie Schneider, Schuhmacher u. a.; Frauen waren oft als Spinnerinnen tätig. Anfang des 19. Jahrhunderts hatte die Zunahme der Beilieger-Familien ein solches Ausmaß erreicht, dass es in Bilstein zu Engpässen in der Brennholzversorgung kam und Vorkehrungen gegen Diebstähle getroffen werden mussten.
Die wirtschaftliche Entwicklung unter Preußen in der ersten Hälfte des 19. Jahrhunderts war schwierig, weil sich die Lage in der Landwirtschaft verschlechtert hatte und die Eisenindustrie im Olper Raum zum Erliegen kam. Auch das Bilsteiner Fuhrmannsgewerbe wurde stark beeinträchtigt, nachdem im Jahr 1861 die Ruhr-Sieg-Bahn ihren Betrieb aufnahm. Diese Entwicklung führte in dem Zeitraum 1834 bis 1882 zu zahlreichen Auswanderungen. Die Verhältnisse verbesserten sich, als sich in der zweiten Hälfte des 19. Jahrhunderts für einen längeren Zeitraum die Tabak- und Zigarrenindustrie in  Bilstein und Kirchveischede entwickeln konnte.
Ein wichtiges Ereignis mit erheblichen strukturellen Auswirkungen war im Jahr 1861 die Eröffnung der Ruhr-Sieg-Strecke. Die Gemeinde Kirchveischede drängte frühzeitig auf eine Anbindung an die 6 km entfernte Bahnstation Grevenbrück. Dies führte zur Inbetriebnahme der ersten gleislosen, elektrisch betriebenen Personenbahn zwischen Grevenbrück – Bilstein – Kirchveischede, bekannt als Veischedetalbahn, in den Jahren 1904 bis 1916. Bedingt durch die Kriegswirren und den Mangel an Material wurde der Betrieb im Jahr 1916 eingestellt. Im Jahr 1921 wurde für den Personenverkehr eine Kraftpostlinie eingerichtet.
Insgesamt führte die Eröffnung der Ruhr-Sieg-Strecke zu einem Standortnachteil für Bilstein und beeinflusste verschiedene Abwanderungen. Beispielhaft erwähnt seien die Verlegung einer Hauptapotheke und Arztpraxis in den Jahren 1863 und 1866 nach Altenhundem und Grevenbrück, der Wechsel eines Rechtsanwalts und Notars im Jahr 1878 nach Grevenbrück, die Auflösung der Kreisgerichtskommission Bilstein im Jahr 1878 und der neue Sitz des Amtsgerichts in Förde (heute Grevenbrück).
Die Abgeschiedenheit und Ruhe des Ortes führte dazu, dass viele werdende Mütter aus dem umkämpften Ruhrgebiet in den Jahren 1943 bis 1945 ihre Kinder in Bilstein zur Welt brachten. Gefördert und organisiert wurden die Entbindungen durch die Organisation Nationalsozialistische Volkswohlfahrt. Nach Angaben des Standesamtes der Stadt Lennestadt beläuft sich die Zahl dieser Geburten auswärtiger Mütter in dem Zeitraum vom 8. Juni 1943 bis 1. Mai 1945 auf insgesamt 760, wobei die evakuierten Mütter vornehmlich aus den Städten Dortmund, Bochum, Wanne-Eickel und Hagen stammten. Geeignete Einrichtungen befanden sich in den Pensionen Heller und Kaufmann, im Hotel zur Post und auch auf der Burg Bilstein.
Nachhaltigen Aufschwung erhielt Bilstein durch die Zunahme des Fremdenverkehrs, wobei die waldreiche Gegend, die Burg Bilstein, die Nähe zur Hohen Bracht und zum Biggesee eine Rolle spielen. Im Ort selbst ist die aus einem Naturbad, einer Crossgolfanlage und einem Bogenschießplatz bestehende  Freizeitanlage Erlebniswelt Veischedetal  im Sommer 2021 um einen Kurteich ergänzt worden. Umgeben wird der Teich von einem barrierefreien Gehweg mit mehreren Sitzgelegenheiten; in der Teichmitte sprudelt in regelmäßigen Abständen eine Wasserfontäne.
Der ländlich geprägte Ort mit gut erhaltenen bzw. restaurierten Fachwerkhäusern hat einen hohen Wohnwert und zählte Ende Juni 2020 1043 Einwohner, wobei der Anteil der über 65 Jahre alten Einwohner mit 21,9 % (Stadt Lennestadt 17,4 %) vergleichsweise groß ist.
Die Tagebücher des Drosten Kaspar von Fürstenberg sind bis heute erhalten, sein Enkel Ferdinand von Fürstenberg gilt als bedeutendster Sohn des Ortes.

## Auswahl Sehenswürdigkeiten

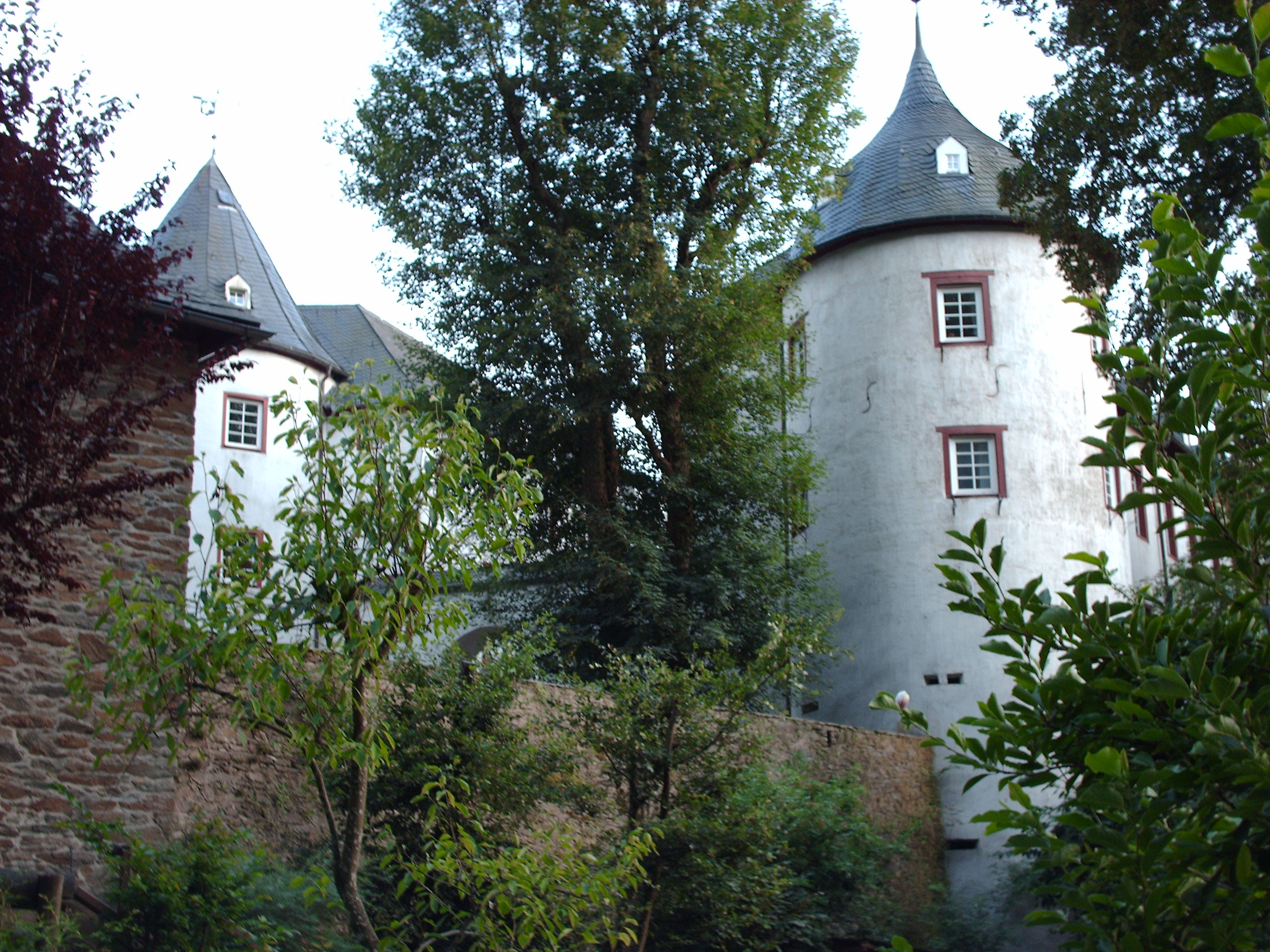
Burg Bilstein
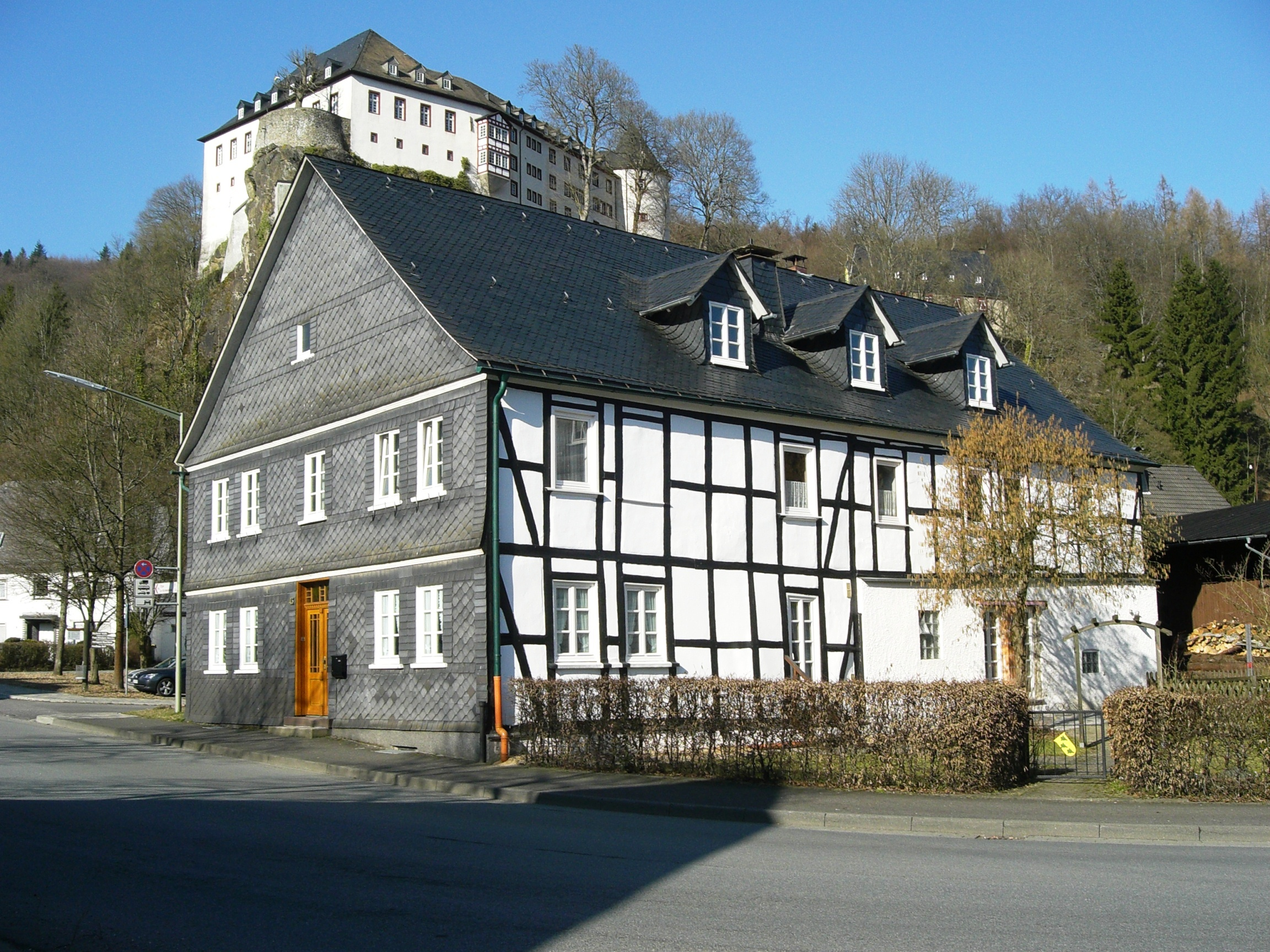
Fachwerk Freiheit 45 (Bauj. 1827)
Personenwagen Veischedetalbahn
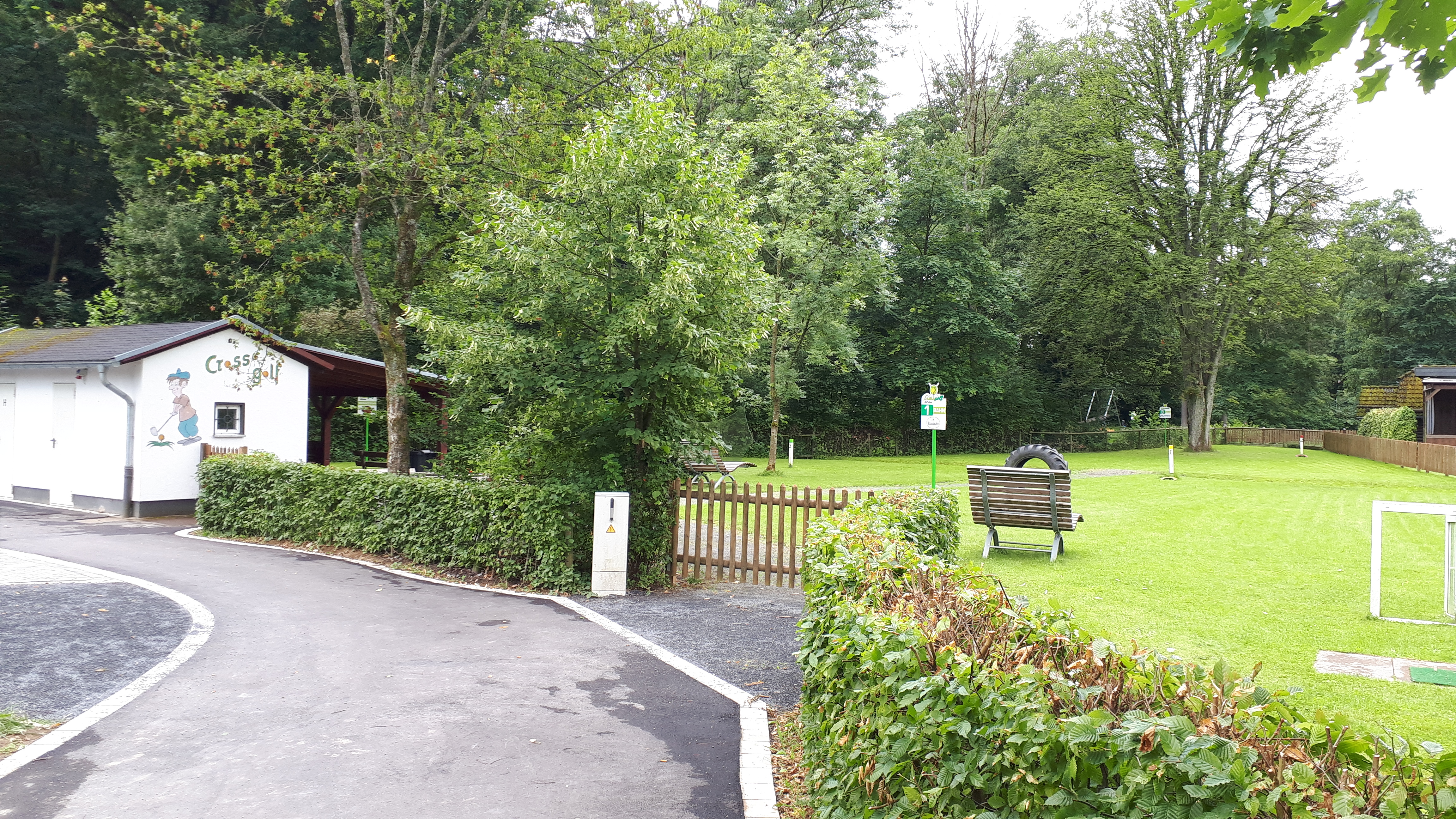
Cross-Golf-Anlage (Teilansicht)
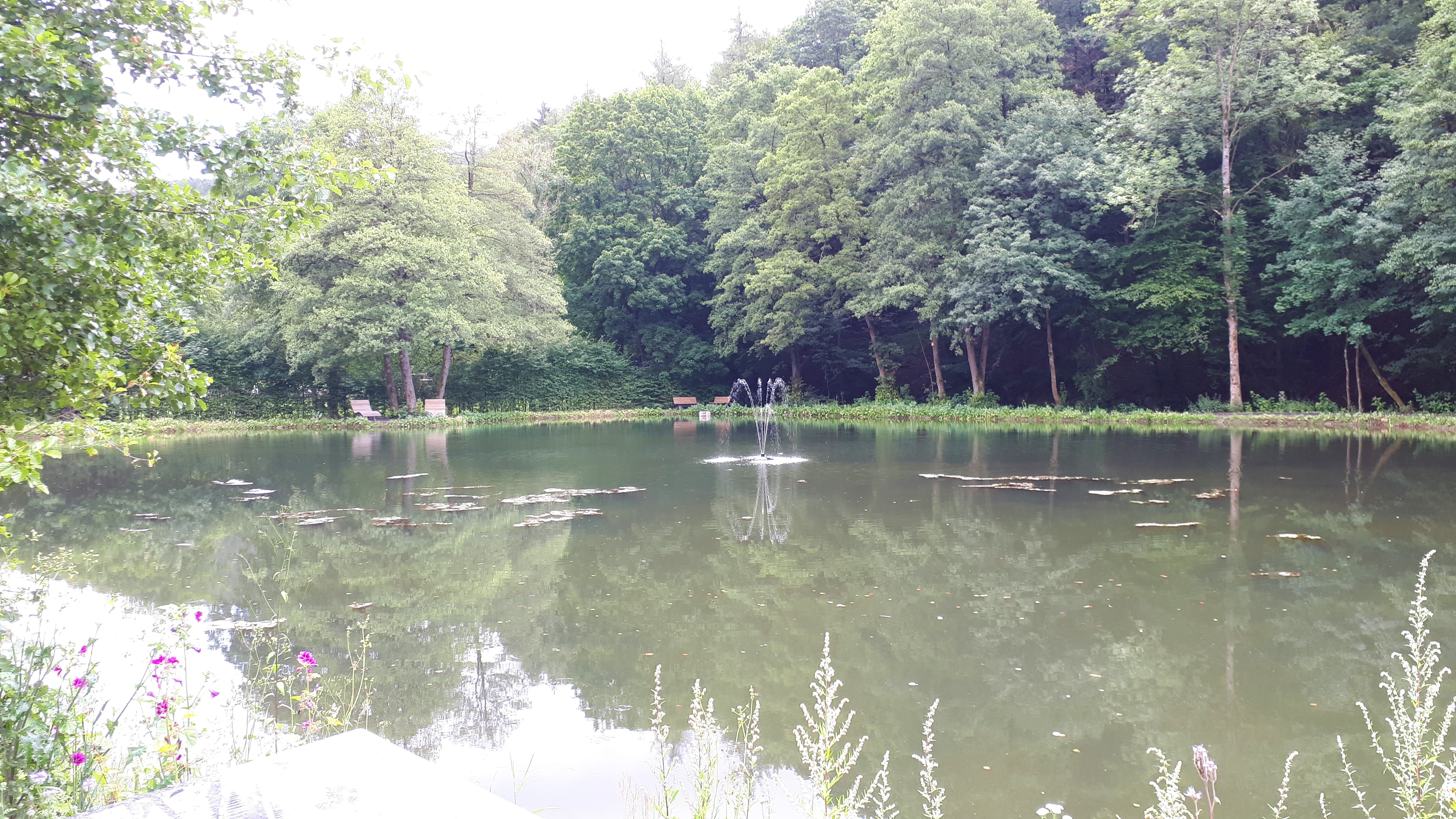
Im August 2021 eröffnete Teichanlage
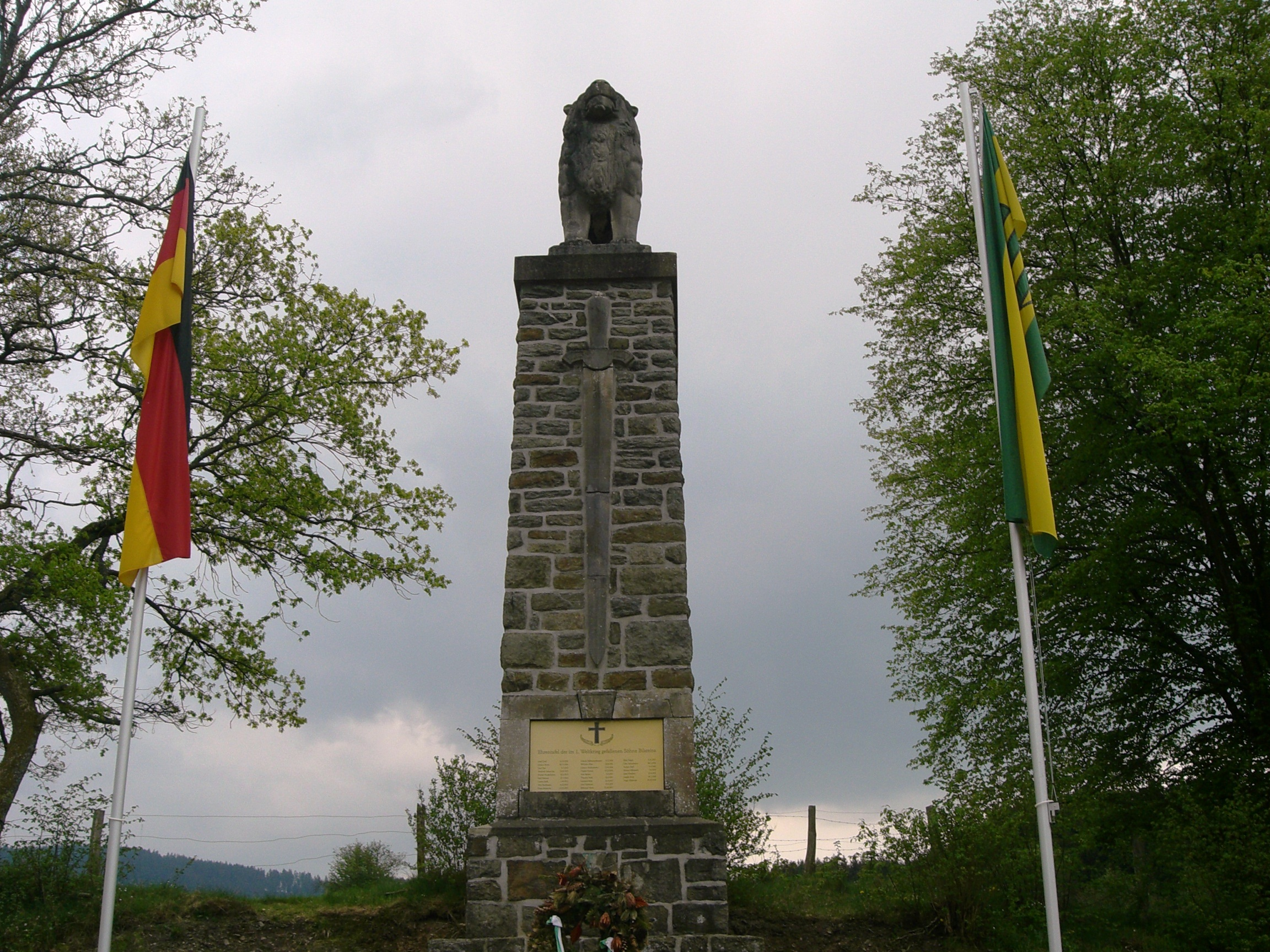
Ehrenmal am Krähenberg

## Religion
→ siehe auch Hauptbeitrag St. Agatha (Bilstein)
Eine Kapelle scheint Bilstein seit dem 16. Jahrhundert besessen zu haben, ihr Patronat lag bei der Burg Bilstein und der Bürgerschaft. Beim Neubau der jetzigen Kirche St. Agatha, die am 28. September 1878 durch Weihbischof Joseph Freusberg eingeweiht wurde, ist die hl. St. Agatha als alleinige Kirchenpatronin benannt worden. Eine Erweiterung der Kirche wurde in den Jahren 1947–1950 nötig. Das äußere Erscheinungsbild des Langhauses ist geprägt durch ein filigran ausgeführtes Bruchsteinmauerwerk und einen Chorraum im neugotischen Stil. Mittelpunkt des Altarraumes ist ein mit Bergkristallen verziertes schweres Bronzekreuz.
Die Kirchengemeinde St. Agatha Bilstein gehört zum Pastoralverbund Lennestadt, dem elf weitere Pfarreien bzw. Pfarrvikarien angehören.

## Persönlichkeiten
- Dorothea Becker, die aufgrund ihrer Standhaftigkeit vom Vorwurf, eine Hexe zu sein, freigesprochen wurde, starb im Mai 1609 in Bilstein
- Friedrich von Fürstenberg  (1576–1646), kurkölnischer Drost und Pfandherr der Ämter Bilstein und Fredeburg
- Johann Gottfried von Fürstenberg (1579–1624), Domherr und Präsident des kurmainzischen Rates
- Wilhelm von Fürstenberg (1623–1699), Diplomat, Geheimkämmerer und Papstberater, Dompropst in Münster und Paderborn, Domdechant in Salzburg
- Ferdinand von Fürstenberg (1626–1683), Fürstbischof von Paderborn und Münster, Dichter und Mäzen
- Adrian Höynck (1701–1749), Abt des Klosters Wedinghausen
- Joseph Freusberg (1806–1889), Weihbischof in Paderborn
- Dagmar Hanses (* 1975), NRW-Landtagsabgeordnete (Bündnis 90/Die Grünen)